# Horyzontalizm
Horyzontalizm – koncepcja opowiadająca się za tworzeniem i rozwijaniem poziomych (niehierarchicznych) struktur społecznych albo system oparty na takich strukturach. 
Horyzontalne struktury i stosunki społeczne miałyby funkcjonować w oparciu o uczestnictwo wszystkich osób w decyzjach. Koncepcja jest związana z teorią i praktyką anarchizmu. Dla anarchistów horyzontalizm jest warunkiem wolności, ponieważ pozwala na osobistą swobodę w warunkach równości społecznej. Horyzontalizm dotyczy tutaj zarówno sfery politycznej, jak i ekonomicznej, a także osobistego upodmiotowienia z jednej, a zbiorowego upodmiotowienia z drugiej strony.
Horyzontalizm ma pozwolić wszystkim na aktywne i bezpośrednie uczestnictwo w podejmowaniu decyzji politycznych i ekonomicznych. Równość polega na tym, że zamiast kierownictwa funkcjonują wzajemne porozumienia i zobowiązania. 
Termin funkcjonuje przede wszystkim w kontekście radykalnych ruchów, które pojawiły się w Argentynie po kryzysie gospodarczym z 2001 r.